# Interactive Data Language
IDL (Interactive Data Language) ist eine Programmiersprache zur Analyse und Visualisierung von Daten. Die Sprache wurde 1977 von David Stern entwickelt. Das von ihm gegründete Unternehmen RSI Research Systems Inc. gehört inzwischen zu NV5 Geospatial Solutions, Inc. Eine Array-basierte Programmiersprache ist integraler Bestandteil der Software, sodass auch komplexe Anwendungen erstellt werden können.
IDL ist auf die Bedürfnisse von Wissenschaftlern, Ingenieuren und Entwicklern zugeschnitten und wird u. a. vom Deutschen Zentrum für Luft- und Raumfahrt (DLR) und von der amerikanischen Raumfahrtbehörde NASA verwendet. Auch astronomische Pipelines wie z. B. SMART für das Spitzer-Weltraumteleskop basieren auf IDL.
GDL (GNU Data Language) ist ein Open-Source-Projekt, welches nach eigenen Angaben Syntax-kompatibel mit IDL-Version 7.1 ist. Somit ist es eine freie Alternative zu IDL. Da jedoch etliche Features von IDL, insbesondere hinsichtlich Visualisierung und GUI, noch nicht in GDL implementiert sind, erweist sich die Portierung von komplexen IDL-Programmen nach GDL als schwierig. GDL steht in den meisten aktuellen Linux-Distributionen als Paket unter dem Namen gnudatalanguage zur Verfügung. Zudem gibt es auch eine Implementierung für Mac OS X.